# Tisa von der Schulenburg-Stiftung
Die Tisa von der Schulenburg-Stiftung ist eine selbständige allgemeine Stiftung des bürgerlichen Rechts. Sie wurde am 4. Mai 1992 gegründet und am 17. September 1993 vom Innenministerium des Landes Nordrhein-Westfalen genehmigt. Die Stiftung ist nach der Künstlerin Tisa von der Schulenburg benannt, die nach 1948 in Dorsten lebte, ab 1950 als Schwester Paula im dortigen Ursulinenkloster. Die Stiftung hat ihren Sitz seit dem 24. August 2021 am umgestalteten RAG-Wasserhaltungsstandort „Fürst Leopold“ in Dorsten-Hervest.

## Stiftungszweck
Die Tisa von der Schulenburg-Stiftung dient ausschließlich und unmittelbar der Förderung der Kunst, insbesondere der bildenden Kunst. Zweck der Stiftung ist die Förderung von Künstlern, die sich mit der Arbeits- und Sozialwelt, insbesondere mit der Situation des Bergmanns und des Industriearbeiters, befassen und sie künstlerisch darstellen.
Außerdem stellt sich die Stiftung die Aufgabe, Werke Tisa von der Schulenburgs zu sammeln und für Ausstellungen zur Verfügung zu stellen. Das Archiv mit Tisa von der Schulenburgs Nachlass und Ausstellungräume sind in umgestalteten Räumen der einstigen Zeche Leopold untergebracht, die zuvor der Wasserhaltung gedient hatten.

## Tisa von der Schulenburg-Preis
Der Stiftungszweck wird insbesondere verwirklicht durch die Vergabe eines alle drei Jahre zu vergebenden Förderpreises. Der Preis wird für besondere Leistungen bildender Künstler der Bereiche Malerei, Bildhauerei und Grafik vergeben, erstmals 1993. Der vorgesehene Vergabezeitraum von drei Jahren wurde jedoch schon beim zweiten Preisträger um ein Jahr überschritten. Bisher wurde der Preis siebenmal verliehen.
Preisträger
- 1993: Rüdiger Kramer aus Düsseldorf
- 1997: Dag Seemann aus Düsseldorf
- 2004: Birgit Brenner aus Berlin
- 2007: Karin Felbermayr aus Berlin
- 2010: Joanna Schulte aus Hannover
- 2014: Antonia Low aus Berlin
- 2017: Johanna Tiedtke aus Berlin

## Vorstand und Kuratorium
- Vorstandsvorsitzender: Lambert Lütkenhorst (ehemaliger Bürgermeister Dorsten)
- Stellv. Vorsitzende: Rüdiger Fenne,  Christel Briefs, Friedhelm Fragemann (jeweils Ratsmitglieder Dorsten)
- Kuratoriumsvorsitzender: Bernd Tönjes (RAG Aktiengesellschaft)
- Stellv. Kuratoriumsvorsitzender: Michael Schulte (Sparkasse Vest Recklinghausen)